# Ordre de bataille unioniste de Brandy Station
Les unités et les commandants suivants ont combattu lors de la bataille de Brandy Station de la guerre de Sécession dans les rangs de l'Union. L'ordre de bataille confédéré est indiqué séparément. L'ordre de bataille est compilé à partir de l'organisation de l'armée lors de la bataille.

## Abréviations utilisées

### Grade militaire
- MG = Major général
- BG = Brigadier général
- Col = Colonel
- Ltc = Lieutenant-colonel
- Maj = Commandant
- Cpt = Capitaine
- Lt = Lieutenant

### Autre
- (b) = blessé
- mb = mortellement blessé
- † = tué
- (PDG) = capturé

## Corps de cavaleriede l'armée du Potomac
BG Alfred Pleasonton

### Aile droite
BG John Buford
| Division                                             | Brigade                                                           | Régiments et autres |
| ---------------------------------------------------- | ----------------------------------------------------------------- | --- |
| Première division BG John Buford Col Thomas C. Devin | Première brigade Col Benjamin F. Davis (†) Maj William S. McClure | - 8th New York : Maj Edmund M. Pope - 8th Illinois : Cpt Alpheus Clark (mb), Cpt George A. Forsyth (b) - 3rd Indiana (bataillon) : Maj William S. McClure, Maj Charles Lemmon - 9th New York (cinq compagnies): Maj William B. Martin (b), Cpt Conway W. Ayres - 3rd West Virginia (deux compagnies) : Cpt Seymour B. Conger |
| Première division BG John Buford Col Thomas C. Devin | Deuxième brigade Col Thomas C. Devin Col. Josiah H. Kellogg       | - 6th New York : Maj William E. Beardsley - 17th Pennsylvania : Col Josiah H. Kellogg |
|                                                      | Brigade de réserve Maj Charles J. Whiting                         | - 1st United States : Cpt Richard S. C. Lord - 2nd United States : Cpt Wesley Merritt - 5th United States : Cpt James E. Harrison - 6th United States : Cpt George C. Cram - 6th Pennsylvania : Maj Robert Morris, Jr. (PDG), Maj Henry C. Wheelan                                                                           |
|                                                      | Brigade d'infanterie rattachée BG Adelbert Ames                   | - 86th New York : Maj Jacob H. Lansing - 124th New York : Ltc Francis M. Cummins - 2nd Massachusetts : Ltc Charles R. Mudge - 33rd Massachusetts : Col Adin B. Underwood - 3rd Wisconsin : Ltc Martin Flood |
|                                                      | Artillerie montée Cpt James M. Robertson                          | - 1st United States, batterie K : Cpt William M. Graham - 2nd United States, batteries B et L : Lt Edward Heaton - 4th United States, batterie E : Lt Samuel S. Elder |

### Aile Gauche
BG David McM. Gregg
| Division                               | Brigade                                                   | Régiments et autres |
| -------------------------------------- | --------------------------------------------------------- | --- |
| Deuxième division Col Alfred N. Duffié | Première brigade Col Louis P. Di Cesnola                  | - 1st Massachusetts : Ltc Greely S. Curtis - 6th Ohio : Maj William Stedman - 1st Rhode Island : Ltc John L. Thompson |
| Deuxième division Col Alfred N. Duffié | Deuxième brigade Col John I. Gregg                        | - 3rd Pennsylvania : Ltc Edward S. Jones - 4th Pennsylvania : Ltc William E. Doster - 16th Pennsylvania : Cpt John K. Robison - 2nd United States Artillery, batterie M: Lt Alexander C. M. Pennington, Jr. |
| Troisième division BG David McM. Gregg | Première brigade Col Judson Kilpatrick                    | - 2nd New York : Ltc Henry E. Davies, Jr. - 10th New York : Ltc William Irvine (PDG), Maj Matthew H. Avery - 1st Maine : Col Calvin S. Douty - Orton's Company District of Columbia : Cpt William H. Orton |
| Troisième division BG David McM. Gregg | Deuxième brigade Col Percy Wyndham (b) Col John P. Taylor | - 1st New Jersey : Ltc Virgil Brodrick (†), Maj John H. Shelmire (†), Maj Myron H. Beaumont - 1st Pennsylvania : Col John P. Taylor, Ltc David Gardner - 1st Maryland : Ltc James M. Deems - New York Light Artillery, 6e batterie: Cpt Joseph W. Martin                                                                             |
|                                        | Brigade d'infanterie rattachée BG David A. Russell        | - 2nd Wisconsin (2 compagnies) - 7th Wisconsin : Col William Robinson - 56th Pennsylvania : Col John William Hofmann - 81st Pennsylvania - 119th Pennsylvania : Maj Henry P. Truefitt, Jr. - 5th New Hampshire : Col Edward E. Cross - 6th Maine : Col Hiram Burnham - 3rd United States Artillery, batterie C: Lt William D. Fuller |